# ميخائيل هوروويتز
ميخائيل هوروويتز (بالإنجليزية: Mikhail Horowitz)‏ هو صحفي أمريكي، ولد في 18 يناير 1950 في بروكلين في الولايات المتحدة.